# Restless Records
Restless Records fue una compañía discográfica independiente estadounidense fundada en 1986 por los hermanos William y Wesley Hein, que igual son los dueños de la discográfica Enigma Records y cesada en el 2001.
Restless Records ha hecho algunas ediciones de las discográficas Bar/None Records, Metal Blade Records y Mute Records.

## Algunos artistas de la discográfica
- Band of Susans
- Danzig
- Dream Syndicate
- Green on Red
- Mazzy Star
- Roky Erickson (13th Floor Elevators)
- Wall of Voodoo
- Wipers
- Yellow Magic Orchestra